# Tammy Blanchard
Tammy Blanchard (Bayonne, 14 dicembre 1976) è un'attrice statunitense.

## Biografia
Blanchard nacque a Bayonne, nel New Jersey. Fece il suo debutto nella soap opera Sentieri nel 1997, dove interpretava il ruolo di una ricca ragazza di nome Drew Jacobs. Dopo questa parte importante per la sua carriera, entrò anche a far parte del cast del film di Judy Davis Life with Judy Garland: Me and My Shadows (2001). Ricevette poi un Emmy Award per il suo lavoro in questa mini-serie. Successivamente recitò la parte di Marianne Mulvaney nel film per la televisione We Were the Mulvaneys (2002). 
Nel 2003 guadagnò anche una nomination al Tony Award per il suo debutto teatrale di Broadway in Gypsy: A Musical Fable. L'attrice ha recitato in film come The Good Shepherd - L'ombra del potere (2006), Bella (2006), presentato al Toronto International Film Festival del 2006, The Ramen Girl (2007), Deadline (2009) e Rabbit Hole, girato al fianco di Nicole Kidman e Dianne Wiest (2010). Nel 2011 Tammy recita a Broadway nel musical How to Succeed in Business Without Really Trying, insieme a Daniel Radcliffe.

## Filmografia

### Cinema
- 110 e frode (Stealing Harvard), regia di Bruce McCulloch (2002)
- Bella, regia di Alejandro Monteverde (2006)
- The Good Shepherd - L'ombra del potere (The Good Shepherd), regia di Robert De Niro (2006)
- Sybil, regia di Joseph Sargent (2007)
- The Ramen Girl, regia di Robert Allan Ackerman (2008)
- Cadillac Records, regia di Darnell Martin (2008)
- Deadline, regia di Sean McConville (2009)
- Rabbit Hole, regia di John Cameron Mitchell (2010)
- L'arte di vincere (Moneyball), regia di Bennett Miller (2011)
- Union Square, regia di Nancy Savoca (2012)
- Blue Jasmine, regia di Woody Allen (2013)
- La vida inesperada, regia di Jorge Torregrossa (2014)
- Into the Woods, regia di Rob Marshall (2014)
- The Invitation, regia di Karyn Kusama (2015)
- Tallulah, regia di Sian Heder (2016)
- Un amico straordinario (A Beautiful Day in the Neighborhood), regia di Marielle Heller (2019)
- Rifkin's Festival, regia di Woody Allen (2020)

### Televisione
- Sentieri (Guiding Light) - serial TV, 43 puntate (1997-2000)
- Law & Order - Unità vittime speciali (Law & Order: Special Victims Unit) - serie TV, episodio 2x10 (2001)
- Judy Garland, regia di Robert Allan Ackerman - film TV (2001)
- We Were the Mulvaneys, regia di Peter Werner - film TV (2002)
- Law & Order: Criminal Intent - serie TV, episodio 2x07 (2002)
- Quando gli angeli scendono in città, regia di Andy Wolk - film TV (2004)
- Sybil, regia di Joseph Sargent - film TV (2007)
- Living proof - La ricerca di una vita (Living proof), regia di Dan Ireland - film TV (2008)
- Empire State, regia di Jeremy Podeswa - film TV (2009)
- La forza del perdono (Amish Grace), regia di Gregg Champion - film TV (2010)
- Law & Order - I due volti della giustizia (Law & Order) - serie TV, episodio 20x18 (2010)
- The Good Wife - serie TV, episodio 2x01 (2010)
- A Gifted Man - serie TV, episodio 1x16 (2012)
- The Big C - serie TV, episodi 3x06, 3x07, 3x08 (2012)
- L'identità rubata (The Wrong Son), regia di Nick Everhart – film TV (2018)

## Teatro
- Gypsy: A Musical Fable, regia di Sam Mendes (2003-2004)
- How to Succeed in Business Without Really Trying, regia di Rob Ashford (2011-2012)

## Premi
Vinti
- 2001 - Emmy Award - Migliore attrice non protagonista (Life With Judy Garland....)
- 2003 - Theatre World Award (Gypsy: A Musical Fable)

Nominata
- 2002 - American Film Institute Award - Attrice dell'anno in una mini-serie (Life with Judy Garland....)
- 2002 - Golden Globe - Best Performance by an Actress in a Supporting Role in a Series, Miniseries or Motion Picture Made for Television (Life with Judy Garland....)
- 2002 - Satellite Award - Migliore attrice non protagonista (Life with Judy Garland....)
- 2003 - Tony Award - Migliore attrice in un musical (Gypsy: A Musical Fable)
- 2011 - Tony Award - Migliore attrice in un musical (How to Succeed in Business Without Really Trying)

## Doppiatrici italiane
Nelle versioni in italiano dei suoi film, Tammy Blanchard è stata doppiata da:
- Domitilla D'Amico in 110 e frode, Bella, Sybil
- Ilaria Latini in The Good Shepherd - L'ombra del potere, The Invitation
- Laura Lenghi in Rabbit Hole, Into the Woods
- Anna Lana Law & Order: Criminal Intent
- Antonella Baldini in The Ramen Girl
- Elisabetta Spinelli in Sentieri (1°voce)
- Giorgia Brasini in Tallulah
- Giulia Franzoso in Sentieri (2°voce)
- Ilaria Stagni in Elementary
- Rossella Acerbo in Rifkin's Festival